# چراغلو (ورزقان)
چراغلو یکی از روستاهای استان آذربایجان شرقی است که در دهستان ازومدل جنوبی ، بخش مرکزی شهرستان ورزقان واقع شده‌است.